# حامول جميل
حامول جميل (الاسم العلمي:Cuscuta pulchella) هو نوع من النباتات يتبع جنس الحامول من الفصيلة المحمودية.